# Nizina Podlaska

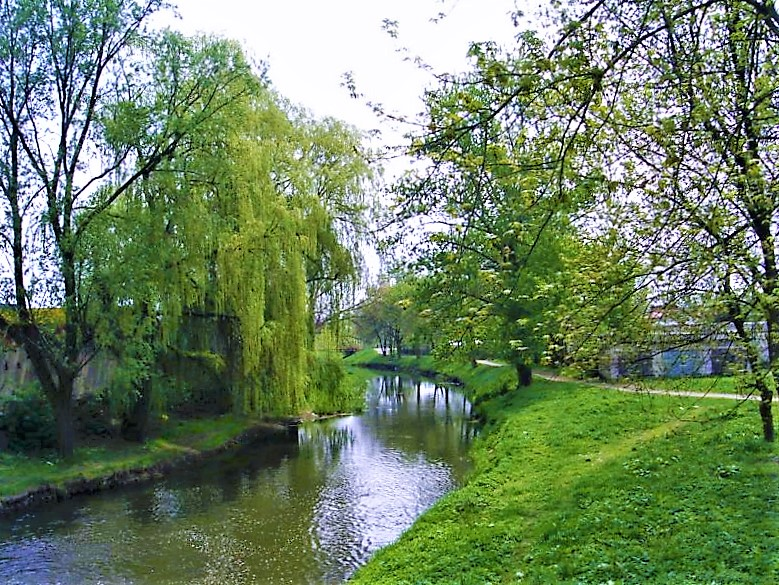
Rzeka Krzna w Międzyrzecu Podlaskim, na pograniczu z Polesiem Podlaskim

Nizina Podlaska – nazwa dawniejsza, stosowana obecnie przez niektórych autorów szkolnych map i podręczników, krainy geograficznej we wschodniej i północno-wschodniej Polsce, przeciętej wzdłuż Bugu fizycznogeograficzną granicą Europy Zachodniej i Wschodniej. Kraina ta niekiedy była łączona z Niziną Mazowiecką w Nizinę Mazowiecko-Podlaską.
Obszar Niziny Podlaskiej obejmuje dwa makroregiony fizycznogeograficzne: Nizinę Północnopodlaską, położoną na północ od Bugu i Nizinę Południowopodlaską.
W części północnej i środkowej, powstałej pod wpływem zlodowacenia warciańskiego (młodszego ze zlodowaceń środkowopolskich) teren jest głównie falisty, natomiast wzdłuż pradoliny Wieprza i Krzny, w zasięgu zlodowacenia odrzańskiego – równinny.
Dorzecze Narwi obfituje w wody w postaci rzek, rzeczek i mokradeł (Narew, Biebrza, Supraśl, potężny kompleks Bagien Biebrzańskich).
Zaludnienie średnie.
Region słabo rozwinięty rolniczo. Nieurodzajne gleby oraz krótki okres wegetacyjny powodują, że uprawia się przeważnie rośliny mało wymagające – głównie ziemniaki i żyto, a także len, konopie i rzepak.
Zagospodarowanie turystyczne słabe.
Na obszarze tym można znaleźć elementy odmiennych od polskiej kultur, żywych jeszcze, a wpisanych w krajobraz trwałymi śladami zabytków:
- prawosławni (Bielsk Podlaski, Święta Góra Grabarka)
- staroobrzędowcy (XIX-wieczna cerkiew w Gabowych Grądach),
- muzułmańskie gminy Tatarów Polskich (XVIII-wieczne drewniane meczety w Kruszynianach i Bohonikach)
- ślady kultury żydowskiej (zabytkowe synagogi w Orli, Tykocinie i Supraślu)

Ponadto do początku XX w. mieszkali unici podlascy, którzy obecnie mają parafię z cerkwią w Kostomłotach (w sąsiedniej krainie geograficznej, na Polesiu Zachodnim).
Elementy kultur odmiennych od polskiej, dość rzadko spotykane na obecnym obszarze Polski, stanowią po części o egzotyce tego obszaru.
Występują tu także spore połacie mniej lub bardziej pierwotnej przyrody:
- Puszcza Białowieska
- Puszcza Knyszyńska
- Bagna Biebrzańskie

Uwagi o zakresie nazwy. Rajmund Galon w dziele Geomorfologia Polski (1972) zawarł rozdział pt. Nizina Podlaska, w którym przedstawił rzeźbę obszaru między Wyżyną Lubelską a Pojezierzem Litewskim. Obecnie nazwa nie jest terminem ściśle naukowym, nie występuje w regionalizacji fizycznogeograficznej Polski, bowiem obszar ten zaliczono do dwóch odmiennych megaregionów Europy: Pozaalpejskiej Europy Środkowej i Niżu Wschodnioeuropejskiego. Nazwa Nizina Podlaska miała różny zasięg terytorialny. Częściej odnosiła się do obecnej Niziny Północnopodlaskiej, natomiast część południowa była zaliczana do Niziny Mazowieckiej. Zatem nazwa ta jest przestarzała i niejednoznaczna.